# Grand Prix van Buenos Aires 1949
De Grand Prix van Buenos Aires 1949 was een autorace die werd gehouden op 29 januari 1949 op het Parco Palermo in Palermo.

## Uitslag
| Positie | Rijder              | Team          | Ronden | Tijd/Opgave                         | Startplaats |
| ------- | ------------------- | ------------- | ------ | ----------------------------------- | ----------- |
| 1       | Alberto Ascari      | Maserati      | 35     | 1:30:23.1                           | 1           |
| 2       | Luigi Villoresi     | Maserati      | 35     | +41.0                               | 2           |
| 3       | Oscar Galvez        | Alfa Romeo    | 35     | +2:31.9                             | 12          |
| 4       | Juan Manuel Fangio  | Maserati      | 34     | + 1 Ronde                           | 3           |
| 5       | Prince Bira         | Maserati      | 31     | + 4 Rondes                          | 5           |
| 6       | Victorio Rosa       | Maserati      | 29     | + 6 Rondes                          | 4           |
| NF      | Adriano Malusardi   | Maserati      | 25     |                                     |             |
| NF      | Benedicto Campos    | Maserati      | 6      | Crash                               | 6           |
| NF      | Ernesto Tornquist   | Maserati      | 4      | Motor                               | 10          |
| NF      | Reg Parnell         | Maserati      | 4      | Motor                               | 8           |
| NF      | Giuseppe Farina     | Maserati      |        | Compressor                          | 13          |
| NF      | Pablo Pessatti      | Alfa Romeo    |        | Dodelijk ongeluk                    |             |
| NF      | Eitel Cantoni       | Maserati      |        |                                     | 7           |
| NF      | Pascual Puopolo     | Maserati      |        |                                     | 9           |
| NF      | Pedro Llanos        | Alfa Romeo    |        |                                     |             |
| NF      | Juan Gálvez         | Alfa Romeo    |        |                                     |             |
| NF      | Clemar Bucci        | Alfa Romeo    |        |                                     |             |
| NF      | Emilio Romano       | Maserati      |        |                                     |             |
| NF      | Felice Bonetto      | Cisitalia     |        |                                     |             |
| NF      | Guido Scagliarini   | Cisitalia     |        |                                     |             |
| DNS     | Jean-Pierre Wimille | Simca-Gordini |        | Dodelijk ongeluk in trainingsritten |             |
| DNS     | Chico Landi         | Maserati      |        |                                     |             |
| DNS     | "Raph"              | Maserati      |        |                                     |             |
| DNS     | Andres Fernández    | Maserati      |        |                                     |             |
| WD      | Amédée Gordini      | Simca-Gordini |        |                                     |             |